# Breezy Point
Breezy Point é uma cidade localizada no estado americano de Minnesota, no Condado de Crow Wing.

## Demografia
Segundo o censo americano de 2000, a sua população era de 979 habitantes. 
Em 2006, foi estimada uma população de 1559, um aumento de 580 (59.2%).

## Geografia
De acordo com o United States Census Bureau tem uma área de 
42,7 km², dos quais 34,0 km² cobertos por terra e 8,7 km² cobertos por água.

## Localidades na vizinhança
O diagrama seguinte representa as localidades num raio de 16 km ao redor de Breezy Point. 